# 2005 a légi közlekedésben
Ez a lista a 2005-ös év légi közlekedéssel kapcsolatos eseményeit tartalmazza:

## Események

### január
- január 25., Podgorica. Éjjel 11 óra körül leszállás közben megcsúszott és orrára bukott a Montenegro Airlines Fokker 100 (YU-AOM) utasszállító repülőgépe és 700 métert csúszott az orrán. Az eset következtében 4 fő szenvedett kisebb sérüléseket.[1]

### március
- március 31. - Rovie település közelében. A Drizez-hegységnek csapódott a Brit Királyi Légierő 352. Különleges Rendeltetésű Csoport C-130-as típusú szállítógépe. A gépen tartózkodó 9 fő amerikai állampolgárságú katona életét vesztette.[2]

### június
- június – Befejeződött a V–22 Osprey berepülési programja.

### augusztus
- augusztus 14. – A ciprusi Helios Airways légitársaság 522-es járata, a Larnakából Athénba tartó Boeing 737-300-as 5B-DBY lajstromjelű gép Grammatiko falu közelében lezuhan 121 fővel a fedélzetén. Az eseményt senki sem éli túl.[3][4]
- augusztus 16. – 07:01 (helyi idő szerint), Machiques közelében. A West Caribbean Airways légitársaság 708-as számú járata, egy McDonnell Douglas MD-82 típusú utasszállító repülőgép pilótahiba és egyéb tényezők miatt lezuhan. A gépen 152 fő utas és 8 fő személyzet tartózkodik a baleset idején.[5][6]

### szeptember
- szeptember 28. – A Pentagon jóváhagyta a V–22 Osprey sorozatgyártását.

### december
- december 19. - Chalk's Ocean Airways légitársaság 101-es járata nem sokkal a felszállás után a tengerbe zuhant Floridában. A tragédiában mind a 20 fő aki a gépen tartózkodott életét vesztette.[7]
- december 23. - Bakutól 20 mérföldnyire, a Kaszpi-tengeren. Az Azerbaijan Airlines 217-es számú járata, egy Antonov An-140-es típusú repülőgép a Kaszpi-tengerbe csapódott. A fedélzeten utazó 18 utas és 5 fős személyzet minden tagja életét vesztette.[8][9]

## Első felszállások
- április 27.  – Airbus A380